# 同心街道
同心街道，是中华人民共和国吉林省长春市绿园区下辖的一个乡镇级行政单位。2023年3月17日行政区划调整。调整后，管辖范围东起西环城路，西至西四环路，南至自立西街，北至隆化路。

## 行政区划
同心街道下辖以下地区：
上海城社区、博众社区、解放社区、梧桐社区、一汽自立社区、一汽金色欧城社区、一汽家园社区、蓝调新城社区、同心村、兴隆村和双丰村。
2023年3月17日行政区划调整后，下辖锦绣、康城、上海城、天香、解放、车城、万龙、西城8个社区和兴隆、同心、双丰3个行政村。